# Lagoa dos Patos (Flores)
Lagoa dos Patos (portugiesisch für „Entensee“) oder Poço da Alagoinha ist ein See im Westen der portugiesischen Azoren-Insel Flores, der zum Kreis Lajes das Flores gehört.
Er liegt im Landschaftsschutzgebiet Area de Paisagem Protegida da Zona Central e Costa Oeste. Der versteckt liegende See ist 1,3 Hektar groß und wird vom Ribeira do Ferreiro gespeist. Im Gegensatz zu anderen Seen auf Flores ist er kein Kratersee.